# Здоровец (Житомирская область)
Здоровец (укр. Здоровець) — село на Украине, находится в Емильчинском районе Житомирской области.
Код КОАТУУ — 1821755102. Население по переписи 2001 года составляет 141 человек. Почтовый индекс — 11212. Телефонный код — 4149. Занимает площадь 0,697 км².

## Адрес местного совета
11200, Житомирская область, Емильчинский р-н, пгт Емильчино, ул. Соборная, 51

## История
- Здоровец, немецкая колония Эмильчинской волости Новоград-Волынского уезда Волынской губернии, дворов 83, жителей 432. Расстояние от уездного города 45 верст, от волости 7.

- В период обострения сталинских репрессий в 30-е годы прошлого века органами НКВД были арестованы и лишены свободы на разные сроки 37 жителей колонии, из которых 32 чел.  расстрелян.  Все пострадавшие от тоталитарного режима реабилитированные и их имена известны: Барановский Петр Иванович, Бухгольц Август Христианович, Вайдман Эмиль Адольфович, Валова-Галас Антонина Адольфовна, Вельман Роберт Адольфович, Галас Юлиус Михайл, Гром Артур Теодорович, Деске  Густав Густавович, Эске Герман Карлович, Эске Эмиль Карлович, Куровский Борис викторович, Лянге Альберт Христианович, Майер Эрнст Эмильевич, Мантай Вильгельм Фердинандович, Мантай Фердинанд Фердинандович, Маркс Адольф Матвеевич, Миллер Густав Иванович, Найман Фридри,  , Пейтер Юлиус Вильгельмович, Пенш Адольф Христианович, Серпутько Елена Ивановна, Фридрих Август Эдуардович, Шайблер Вильгельм Юлиусович, Шайблер Райнгольд Юлиусович, Шайблер Юлиус Юлиусович, Шеминг Кароль Фридрихович, Шмидд Щепановский Фридрих Иванович, Юст  Фридрих Густавович, Янке Генрих Фердинандович, Ярощук Екатерина Ивановна.

- В 1926-54 годах - административный центр Здоровецкой сельского совета Емильчинского района.

- До 29 марта 2017 года село входило в состав Емильчинского поселкового совета Емильчинского района Житомирской области.